# Lorenzo Staelens
Lorenzo Jules Staelens, född 30 april 1964 i Kortrijk, Belgien, är en belgisk före detta fotbollsspelare.